# Claro Sports
Claro Sports é um canal de televisão latino-americano de origem mexicana e é de propriedade da América Móvil, em parceria com as Comunicações MVS, que baseia sua programação em esportes. Substituindo o Viva Sports, está disponível apenas para a Claro TV. O canal exibe vários eventos, como os Jogos Olímpicos de Verão e Inverno.

## Ligações Externas
www.marca.com/claro-mx/, em espanhol